# Tour de France 2019
Tour de France 2019 (TdF2019) byl 106. ročník nejslavnějšího cyklistického závodu světa – Tour de France. Takzvaný velký start byl naplánovaný na 6. července v Bruselu, předpokládaný čas startu byl ve 12:25, dojezd pak v 17:02. Start v Bruselu byl poctou poctou legendě, pětinásobnému šampionu Tour de France, Eddymu Merckxovi. Závěrečný dojezd byl plánován z Rambouillet do Paříže, předpokládaný čas startu byl v 18:10, dojezd v 21:19 na Champs-Élysées. Celková délka závodu byla 3 460,30 kilometrů. Závod ovládl kolumbijský cyklista Egan Bernal, jenž se stal prvním reprezentantem své země a třetím nejmladším závodníkem, který kdy Tour de France vyhrál. 
Před tímto závodem se uskutečnily dva důležité závody: Critérium du Dauphiné (9.–16. červen) a Kolem Švýcarska (15. – 23. červen. anglicky Tour de Suisse). 

## Detaily k ročníku 2019

### Organizátor
Organizátorem TdF2019  byla společnost Amaury Sport Organisation (A.S.O.), která pořádá např. ardenskou cyklistickou klasiku Valonský šíp (francouzsky La Fleche Wallonne), nebo Rallye Dakar.

### Nejvyšší Tour všech dob
Dle Christiana Prudhomma „Je to nejvyšší Tour všech dob," Závodníci mohli získat body v třicet vrchařských prémiích horské kategorie (první, druhé). Závodníci několikrát překonali nadmořskou výšku dvoutisíc metrů: Col du Tourmalet (2115 m), Tignes (2113 m), Iseran (2770 m), Val Thorens (2365 m), Vars (2109 m), Izoard (2360 m) a Galibier (2642 m). Závodníky čekaly dvě časovky (týmová a individuální), sedm rovinatých etap, pět zvlněných etap  a sedm horských etap. 

### Kdo na Tour nestartuje
Na TdF2019 chyběli známí závodníci jako:
- Tom Dumoulin (Team Sunweb), pro zranění kolena na Giro d'Italia 2019[1][4]
- Chriss Froome (Team INEOS), pro vážná zranění při tréninku[4]
- Mark Cavendish (Team Dimension Data), který nestartoval poprvé od roku 2007,[5] důvodem bylo onemocnění (virus Epstein-Barrové, mononukleóza)[6][7]
- Primož Roglič (Jumbo-Visma)[8]
- Louis Meintjes (Team Dimension Data)[5]
- Marcel Kittel (Team Katusha Alpecin), který přerušil kariéru kvůli psychické únavě a ztrátě motivace[1]

### Favorité závodu
Za favority závodu TdF2019 byli považování  tito závodníci (řazeno abecedně podle týmů):
- Romain Bardet (AG2R La Mondiale)[8][9]
- Jakob Fuglsang (Astana Pro Team),[9] vítěz závodu Critérium du Dauphiné.[4][10]
- Vincenzo Nibali (Bahrain-Merida)[8][9]
- Peter Sagan (Bora–Hansgrohe), držitel 5 zelených trikotů[8]
- Rigoberto Uran (EF Education First)[8][9]
- Thibaut Pinot (Groupama-FDJ)[8][9]
- Steven Kruijswijk (Jumbo-Visma)[9]
- Wout van Aert (Team Jumbo-Visma), který chtěl soupeřit s Peterem Saganem o zelený trikot[11]
- Adam Yates (Mitchelton-Scott)[8][9]
- Mikel Landa (Movistar Team)[8]
- Nairo Quintana (Movistar Team)[9]
- Edvald Boasson Hagen (Team Dimension Data), který chtěl soupeřit s Peterem Saganem[6]
- Geraint Thomas (Team INEOS)[8][9]
- Egan Bernal (Team INEOS),[9] vítěz Kolem Švýcarska[4][8]
- Lilian Calmejane a Anthony Turgis (oba z Total Direct Energie)
- Richie Porte (Trek-Segafredo)[9]
- Fabio Aru (UAE-Team Emirates)[9]
- Dan Martin (UAE Team Emirates)[9]

### Kdo ze závodu odstoupil
| Etapa | Závodník              | DNS | Důvod                | DNF | Důvod                  | DSQ | Důvod             |
| ----- | --------------------- | --- | -------------------- | --- | ---------------------- | --- | ----------------- |
| 6.    | Patrick Bevin         | X   | zlomenina dvou žeber |     |                        |     |                   |
| 6.    | Nicolas Edet          |     |                      | X   |                        |     |                   |
| 8.    | Tejay van Garderen    | X   | zlomenina palce      |     |                        |     |                   |
| 8.    | Alessandro De Marchi  |     |                      | X   |                        |     |                   |
| 8.    | Christophe Laporte    |     |                      | X   |                        |     |                   |
| 11.   | Niki Terpstra         |     |                      | X   | zlomenina lopatky      |     |                   |
| 11.   | Rick Zabel            |     |                      | X   |                        |     |                   |
| 12.   | Rohan Dennis          |     |                      | X   |                        |     |                   |
| 12.   | Jasper Philipsen      | X   | [ 18 ]               |     |                        |     |                   |
| 12.   | Giacomo Nizzolo       |     |                      | X   |                        |     |                   |
| 13.   | Wout van Aert         |     |                      | X   |                        |     |                   |
| 14.   | Maximilian Schachmann | X   | zlomenina záprstí    |     |                        |     |                   |
| 16.   | Jakob Fuglsang        | X   | zranění při pádu     |     |                        |     |                   |
| 16.   | Luis León Sánchez     | X   | bolesti zad          |     |                        |     |                   |
| 16.   | Cees Bol              | X   | zdravotní stav       |     |                        |     |                   |
| 16.   | Wilco Kelderman       | X   | bolesti zad          |     |                        |     |                   |
| 17.   | Luke Rowe             |     |                      |     |                        | X   | blokování soupeře |
| 17.   | Tony Martin           |     |                      |     |                        | X   | blokování soupeře |
| 18.   | Lukas Pöstlberger     | X   | [ 26 ]               |     |                        |     |                   |
|       | Søren Kragh Anderse   | X   |                      |     |                        |     |                   |
| 19.   | Thibaut Pinot         |     |                      | X   | natažený stehenní sval |     |                   |

Etapové pořadí: Celkem bylo finančně oceněno 20 nejlepších v každé etapě a mezi ně rozděleno 28 650 €.
Bodovací soutěž: Mimo finanční prémie byl trofejí zelený trikot pro nejlepšího sprintera.
Vrchařská soutěž: Prémie ve vrchařské soutěži byly rozlišeny podle náročnosti každého oceněného stoupání. Za vítězství v prémii označené jako „horská" získal vítěz 800 €. Letos bylo pět typů prémií: za triumf ve stoupání „první kategorie" bylo 650 €, za „druhou kategorii" 500 €, za „třetí kategorii" 300 € (získal pouze první závodník), za „čtvrtou kategorii" 200 € (získal pouze první závodník).
Nejlepší závodník do 25 let: Mimo finanční prémie byl trolejí bílý trkot.
Týmová soutěž: Nejlepší tým každého dne získal bonus 2800 €.
Největší bojovník: Nositel speciálního čísla (červené barvy) pro nejvíce bojovného závodníka předchozí etapy získal speciální prémii 2000 €.
Cena Jacquese Goddeta: Pro vítěze etapy končící na bájném Tourmaletu (14. etapa) čekala prémie 5000 €. Cena byla udělována na počest novináře a bývalého ředitele Tour de France Jacquese Goddeta.
Cena Henriho Desgrange: První závodník na nejvyšším bodu celé Tour de France vrcholu Col de l'Iseran (19. etapa, 2764 metrů nad mořem) získal bonus 5000 €. Cena byla udělována na počest zakladatele a prvního ředitele Tour de France Henriho Desgrange. Cena je známá také jako Souvenir Henri Desgrange.

### Informační zdroje
Mimo informace v klasických mediích (rozhlas, televize, tisk), byly výsledky k dispozici na oficiálním webu. Závod bylo možné sledovat v mobilní aplikaci Tour de France App.
TdF2019 bylo možné sledovat na ČT sport, kde hlavním komentátorem byl Tomáš Jílek, spolu s hosty: Reném Andrlem, Petrem Benčíkem, Tomášem Konečným, Stanislavem Kozubkem, Františkem Raboněm, Jánem Svoradou a Luborem Tesařem.

## Česká stopa
- Jediným českým reprezentantem byl Roman Kreuziger, v roce 2013 skončil celkově pátý.[1][5][31]

- Od roku 2003 je oficiálním partnerem závodu společnost ŠKODA AUTO a.s.[28] Model SUPERB byl k dispozici řediteli závodu Christianu Prudhommemu, tento vůz je znám jako „Red Car“.[28] Společnost ŠKODA AUTO a.s. také sponzorovala soutěž o Zelený trikot.[28] Od roku 2014 je na dresu vedoucího závodníka logo automobilky.[28] Spolupráce mezi ŠKODA AUTO a A.S.O. je podepsána do roku 2023.
- Trofeje pro vítěze Tour de France se vyráběly v České republice, v lindavské sklárně Lasvit.[32][33] Pro 106. ročník navrhlo design trofejí oddělení designu značky Škoda, pod návrhem byl podepsán Peter Olah.[34][35] Trofej vítězi bodové klasifikace předal člen představenstva společnosti Škoda Auto, pan Alain Favey.[36]

## Trasa a etapy
| Etapa         | Datum             | Start > Cíl                                      | Délka (km)    | Typ etapy     | Typ etapy                 | Typ cíle                  | Vítěz                       | Vítěz časovky               |
| ------------- | ----------------- | ------------------------------------------------ | ------------- | ------------- | ------------------------- | ------------------------- | --------------------------- | --------------------------- |
| 1.            | 6. červenec (So)  | Brusel – Brusel                                  | 194,50        |               | rovinatá                  | cíl na rovině             | 87 Mike Teunissen (NLD)     |                             |
| 2.            | 7. červenec (Ne)  | Brusel – Brusel                                  | 27,60         |               | časovka družstev (TTT)    | cíl na rovině             | 88 Wout van Aert (BEL)      | Team Jumbo–Visma            |
| 3.            | 8. červenec (Po)  | Binche – Épernay                                 | 215,00        |               | kopcovitá                 | cíl v kopci               | 21 Julian Alaphilippe (FRA) |                             |
| 4.            | 9. červenec (Út)  | Remeš – Nancy                                    | 213,50        |               | rovinatá                  | cíl na rovině             | 28 Elia Viviani (ITA)       |                             |
| 5.            | 10. červenec (St) | Saint-Dié-des-Vosges – Colmar                    | 175,50        |               | kopcovitá                 | cíl na rovině             | 11 Peter Sagan (SVK)        |                             |
| 6.            | 11. červenec (Čt) | Mylhúzy – Planina krásných dívek                 | 160,50        |               | horská                    | cíl v kopci               | 47 Dylan Teuns (BEL)        |                             |
| 7.            | 12. červenec (Pá) | Belfort – Chalon-sur-Saône                       | 230,00        |               | rovinatá                  | cíl na rovině             | 84 Dylan Groenewegen (NLD)  |                             |
| 8.            | 13. červenec (So) | Mâcon – Saint-Étienne                            | 200,00        |               | kopcovitá                 | cíl na rovině             | 164 Thomas De Gendt (BEL)   |                             |
| 9.            | 14. červenec (Ne) | Saint-Étienne – Brioude                          | 170,50        |               | kopcovitá                 | cíl po sjezdu             | 105 Daryl Impey (JAR)       |                             |
| 10.           | 15. červenec (Po) | Saint-Flour – Albi                               | 217,50        |               | rovinatá                  | cíl na rovině             | 88 Wout van Aert (BEL)      |                             |
|               | 16. červenec (Út) | volný den                                        | volný den     | volný den     | volný den                 | volný den                 | volný den                   | volný den                   |
| 11.           | 17. červenec (St) | Albi – Toulouse                                  | 167,00        |               | rovinatá                  | cíl na rovině             | 161 Caleb Ewan (AUS)        |                             |
| 12.           | 18. červenec (Čt) | Toulouse – Bagnères-de-Bigorre                   | 209,50        |               | horská                    | cíl po sjezdu             | 108 Simon Yates (GBR)       |                             |
| 13.           | 19. červenec (Pá) | Pau – Pau                                        | 27,20         |               | časovka jednotlivců (ITT) | cíl na rovině             | 21 Julian Alaphilippe (FRA) | 21 Julian Alaphilippe (FRA) |
| 14.           | 20. červenec (So) | Tarbes – Tourmalet                               | 117,50        |               | horská                    | cíl v kopci               | 51 Thibaut Pinot (FRA)      |                             |
| 15.           | 21. červenec (Ne) | Limoux – Foix                                    | 185,00        |               | horská                    | cíl v kopci               | 108 Simon Yates (GBR)       |                             |
|               | 22. červenec (Po) | volný den                                        | volný den     | volný den     | volný den                 | volný den                 | volný den                   | volný den                   |
| 16.           | 23. červenec (Út) | Nîmes – Nîmes                                    | 177,00        |               | rovinatá                  | cíl na rovině             | 161 Caleb Ewan (AUS)        |                             |
| 17.           | 24. červenec (St) | Pont du Gard – Gap                               | 200,00        |               | rovinatá                  | cíl na rovině             | 107 Matteo Trentin (ITA)    |                             |
| 18.           | 25. červenec (Čt) | Embrun – Valloire                                | 208,00        |               | horská                    | cíl po sjezdu             | 61 Nairo Quintana (COL)     |                             |
| 19.           | 26. červenec (Pá) | Saint-Jean-de-Maurienne – Tignes Col de l'Iseran | 126,50 89,00  |               | horská                    | cíl v kopci               | bez vítěze                  |                             |
| 20.           | 27. červenec (So) | Albertville – Val Thorens                        | 130,00 59,00  |               | horská                    | cíl v kopci               | 41 Vincenzo Nibali (ITA)    |                             |
| 21.           | 28. červenec (Ne) | Rambouillet – Paříž                              | 128,00        |               | rovinatá                  | cíl na rovině             | Caleb Ewan (AUS)            |                             |
| Celková délka | Celková délka     | Celková délka                                    | Celková délka | Celková délka | 3 257,30 km (3 365,80 km) | 3 257,30 km (3 365,80 km) | 3 257,30 km (3 365,80 km)   | 3 257,30 km (3 365,80 km)   |

## Průběžné pořadí
| Etapa          | Vítěz etapy        | Celková klasifikace             | Bodovací soutěže             | Vrchařská soutěž               | Mladý jezdec             | Soutěž týmů               | Nejaktivnější jezdec                    |
| -------------- | ------------------ | ------------------------------- | ---------------------------- | ------------------------------ | ------------------------ | ------------------------- | --------------------------------------- |
| 1              | Mike Teunissen     | Mike Teunissen                  | Mike Teunissen               | Greg van Avermaet              | Caleb Ewan               | Team Jumbo–Visma          | Stéphane Rossetto                       |
| 2              | Wout van Aert      | Mike Teunissen                  | Mike Teunissen               | Greg van Avermaet              | Wout van Aert            | Team Jumbo–Visma          | neuděleno                               |
| 3              | Julian Alaphilippe | Julian Alaphilippe              | Peter Sagan                  | Tim Wellens                    | Wout van Aert            | Team Jumbo–Visma          | Tim Wellens                             |
| 4              | Elia Viviani       | Julian Alaphilippe              | Peter Sagan                  | Tim Wellens                    | Wout van Aert            | Team Jumbo–Visma          | Michael Schär                           |
| 5              | Peter Sagan        | Julian Alaphilippe              | Peter Sagan                  | Tim Wellens                    | Wout van Aert            | Team Jumbo–Visma          | Toms Skujins                            |
| 6              | Dylan Teuns        | Giulio Ciccone                  | Peter Sagan                  | Tim Wellens                    | Giulio Ciccone           | Trek–Segafredo            | Tim Wellens                             |
| 7              | Dylan Groenewegen  | Giulio Ciccone                  | Peter Sagan                  | Tim Wellens                    | Giulio Ciccone           | Trek–Segafredo            | Yoann Offredo                           |
| 8              | Thomas De Gendt    | Julian Alaphilippe              | Peter Sagan                  | Tim Wellens                    | Giulio Ciccone           | Trek–Segafredo            | Thomas De Gendt                         |
| 9              | Daryl Impey        | Julian Alaphilippe              | Peter Sagan                  | Tim Wellens                    | Giulio Ciccone           | Trek–Segafredo            | Tiesj Benoot                            |
| 10             | Wout van Aert      | Julian Alaphilippe              | Peter Sagan                  | Tim Wellens                    | Egan Bernal              | Movistar Team             | Natnael Berhane                         |
| 11             | Caleb Ewan         | Julian Alaphilippe              | Peter Sagan                  | Tim Wellens                    | Egan Bernal              | Movistar Team             | Aimé De Gendt                           |
| 12             | Simon Yates        | Julian Alaphilippe              | Peter Sagan                  | Tim Wellens                    | Egan Bernal              | Trek–Segafredo            | Matteo Trentin                          |
| 13             | Julian Alaphilippe | Julian Alaphilippe              | Peter Sagan                  | Tim Wellens                    | Enric Mas                | Trek–Segafredo            | neuděleno                               |
| 14             | Thibaut Pinot      | Julian Alaphilippe              | Peter Sagan                  | Tim Wellens                    | Egan Bernal              | Movistar Team             | Élie Gesbert                            |
| 15             | Simon Yates        | Julian Alaphilippe              | Peter Sagan                  | Tim Wellens                    | Egan Bernal              | Movistar Team             | Mikel Landa                             |
| 16             | Caleb Ewan         | Julian Alaphilippe              | Peter Sagan                  | Tim Wellens                    | Egan Bernal              | Movistar Team             | Alexis Goudeard                         |
| 17             | Matteo Trentin     | Julian Alaphilippe              | Peter Sagan                  | Tim Wellens                    | Egan Bernal              | Trek–Segafredo            | Matteo Trentin                          |
| 18             | Nairo Quintana     | Julian Alaphilippe              | Peter Sagan                  | Romain Bardet                  | Egan Bernal              | Movistar Team             | Greg Van Avermaet                       |
| 19             | bez vítěze         | Egan Bernal                     | Peter Sagan                  | Romain Bardet                  | Egan Bernal              | Movistar Team             | neuděleno                               |
| 20             | Vincenzo Nibali    | Egan Bernal                     | Peter Sagan                  | Romain Bardet                  | Egan Bernal              | Movistar Team             | Vincenzo Nibali                         |
| 21             | Caleb Ewan         | Egan Bernal                     | Peter Sagan                  | Romain Bardet                  | Egan Bernal              | Movistar Team             | neuděleno                               |
| Konečné pořadí | Konečné pořadí     | Celková klasifikace Egan Bernal | Bodovací soutěže Peter Sagan | Vrchařská soutěž Romain Bardet | Mladý jezdec Egan Bernal | Soutěž týmů Movistar Team | Nejaktivnější jezdec Julian Alaphilippe |

## Konečné pořadí

### Celkové pořadí
| Pořadí | Závodník                 | Tým                   | Čas          |
| ------ | ------------------------ | --------------------- | ------------ |
| 1      | Egan Bernal (COL)        | Team INEOS            | 82h 57' 00'' |
| 2      | Geraint Thomas (GBR)     | Team INEOS            | + 1' 11''    |
| 3      | Steven Kruijswijk (NED)  | Team Jumbo–Visma      | + 1' 31''    |
| 4      | Emanuel Buchmann (GER)   | Bora–Hansgrohe        | + 1' 56''    |
| 5      | Julian Alaphilippe (FRA) | Deceuninck–Quick-Step | + 4' 05''    |
| 6      | Mikel Landa (ESP)        | Movistar Team         | + 4' 23''    |
| 7      | Rigoberto Uran (COL)     | EF Education First    | + 5' 15''    |
| 8      | Nairo Quintana (COL)     | Movistar Team         | + 5' 30''    |
| 9      | Alejandro Valverde (ESP) | Movistar Team         | + 6' 12''    |
| 10     | Warren Barguil (FRA)     | Arkéa–Samsic          | + 7' 32''    |

### Bodovací soutěž
| Pořadí | Jezdec                   | Tým                   | Body |
| ------ | ------------------------ | --------------------- | ---- |
| 1      | Peter Sagan (SVK)        | Bora–Hansgrohe        | 316  |
| 2      | Caleb Ewan (AUS)         | Lotto–Soudal          | 248  |
| 3      | Elia Viviani (ITA)       | Deceuninck–Quick-Step | 224  |
| 4      | Sonny Colbrelli (ITA)    | Bahrain–Merida        | 209  |
| 5      | Michael Matthews (AUS)   | Team Sunweb           | 201  |
| 6      | Matteo Trentin (ITA)     | Mitchelton–Scott      | 192  |
| 7      | Jasper Stuyven (BEL)     | Trek–Segafredo        | 167  |
| 8      | Greg Van Avermaet (BEL)  | CCC Team              | 149  |
| 9      | Dylan Groenewegen (NED)  | Team Jumbo–Visma      | 146  |
| 10     | Julian Alaphilippe (FRA) | Deceuninck–Quick-Step | 119  |

### Výsledky soutěží
|    | Vrchařská soutěž      | Vrchařská soutěž | Mladý jezdec            | Mladý jezdec  | Soutěž týmů        | Soutěž týmů   |
|    | Závodník              | Body             | Závodník                | Čas           | Tým                | Čas           |
| -- | --------------------- | ---------------- | ----------------------- | ------------- | ------------------ | ------------- |
| 1. | Romain Bardet (FRA)   | 86               | Egan Bernal (COL)       | 82h 57' 00''  | Movistar Team      | 248h 58' 15'' |
| 2. | Egan Bernal (COL)     | 78               | David Gaudu (FRA)       | + 23' 58''    | Trek-Segafredo     | + 47' 54''    |
| 3. | Tim Wellens (BEL)     | 75               | Enric Mas (ESP)         | + 58' 20''    | Team INEOS         | + 57' 52''    |
| 4. | Damiano Caruso (ITA)  | 67               | Laurens De Plus (BEL)   | + 1h 02' 44'' | EF Education First | + 1h 25' 57'' |
| 5. | Vincenzo Nibali (ITA) | 59               | Gregor Mühlberger (AUT) | + 1h 04' 40'' | Bora–Hansgrohe     | + 1h 29' 30'' |

### Červená lampa
Posledním závodníkem, který projel cílem 21. etapy byl  Mads Würtz Schmidt (DEN). Na vítěze ztrácel 3 minuty a 33 sekund.
Na 155. místě, tedy zcela poslední byl  Sebastian Langeveld (NED). Na vítěze TDF 2019 ztrácel 4 hodiny 34 minut a 23 sekund.

## Galerie

Na Grande-Place v Bruselu byla 4. července, prezentace týmů a 6. července se závodníci setkali s králem Filipem Belgickým a Eddym Merckxem.
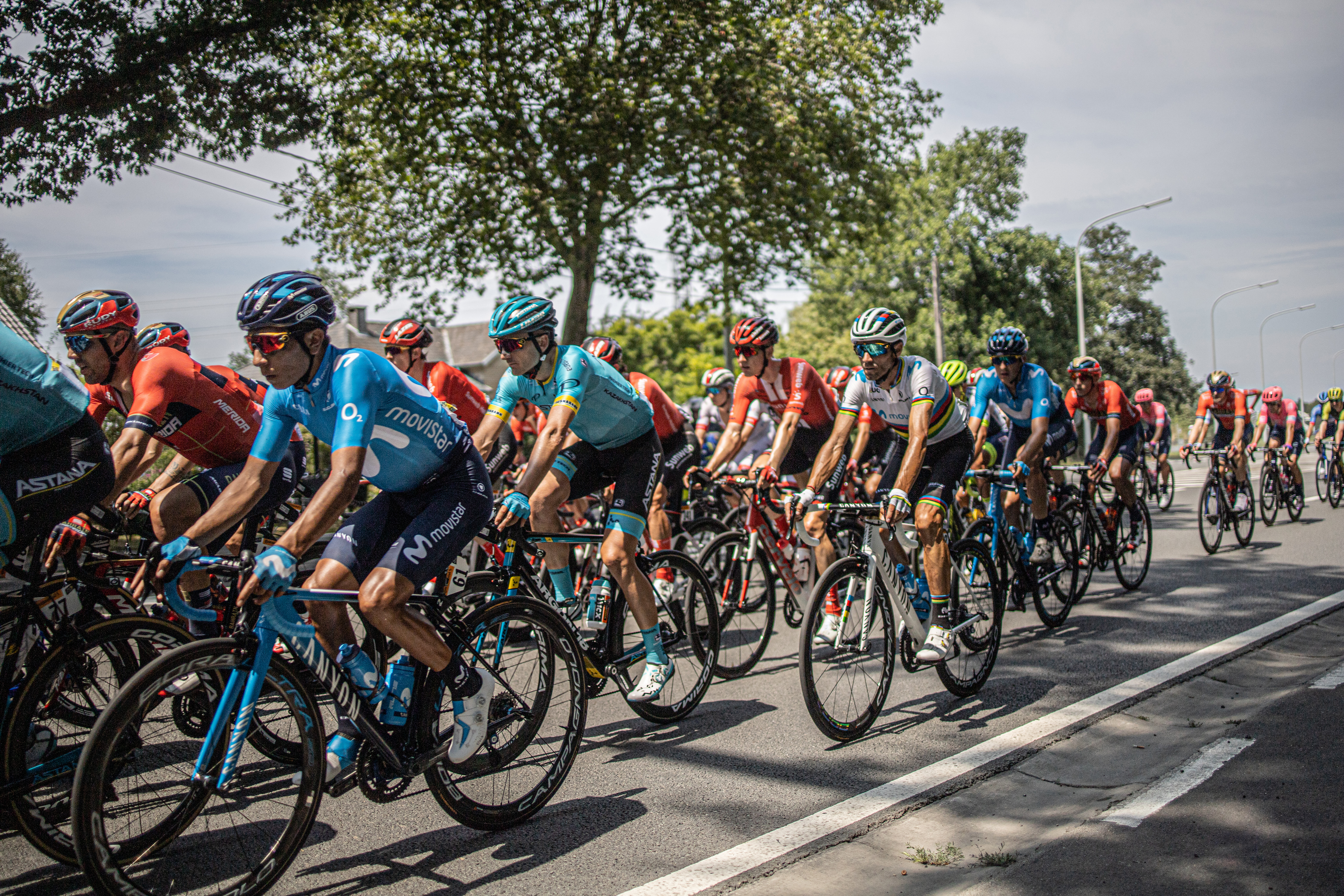
1. etapa: průjezd městem Enghien.
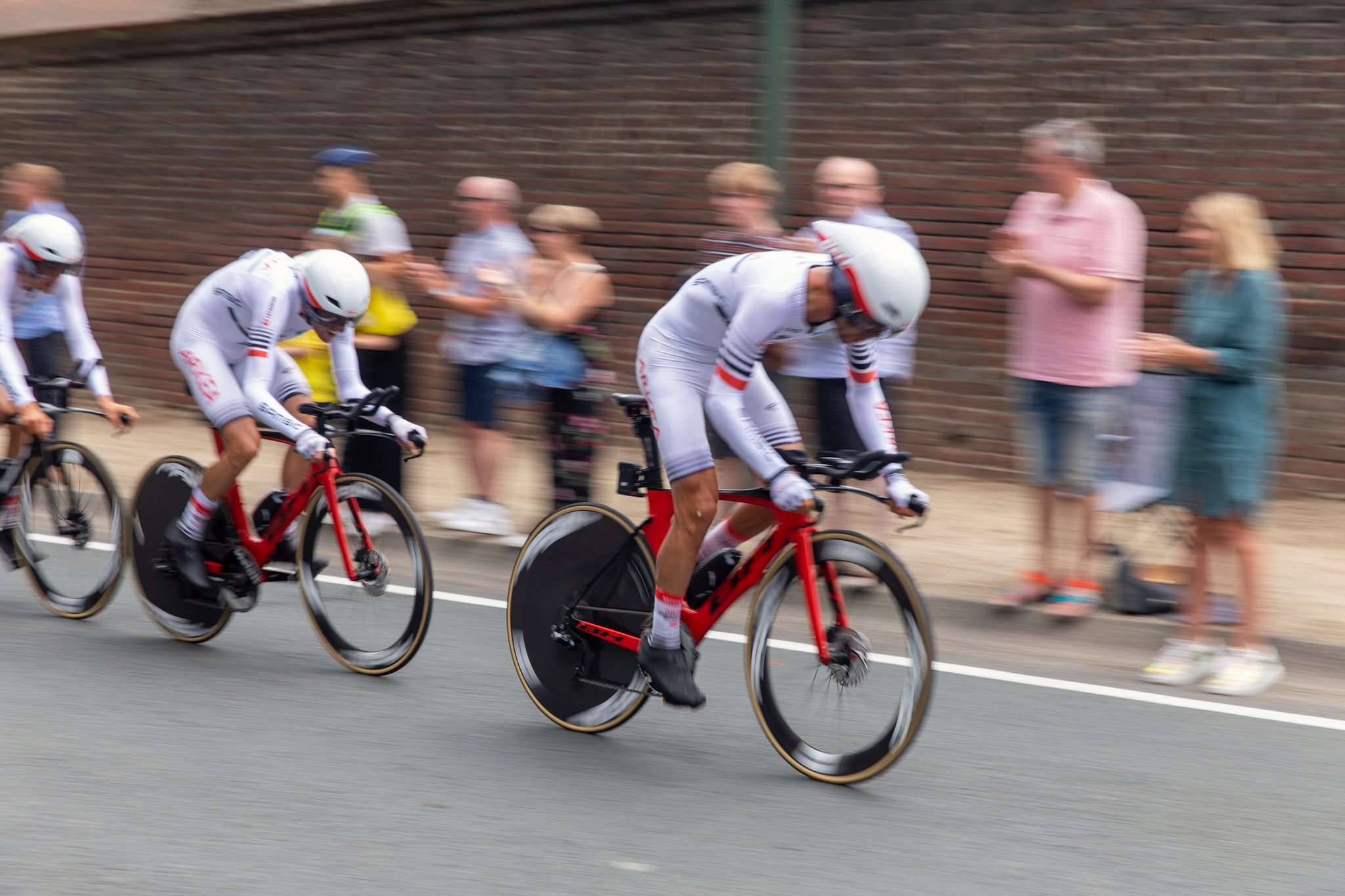
2. etapa: TTT Team Arkéa Samsic
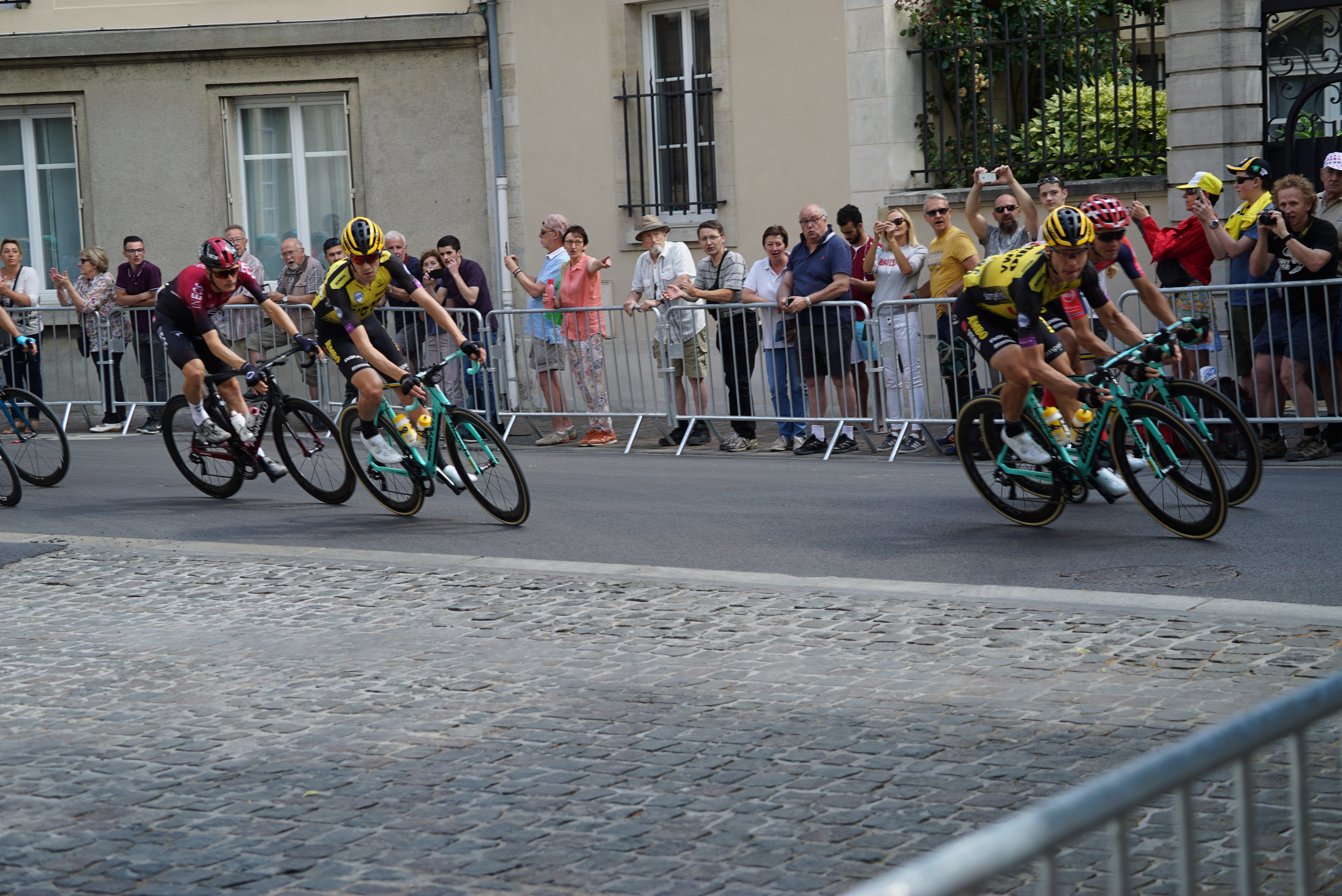
3. etapa: Průjezd Remeší po třídě Cardinal de Lorraine na náměstí Luçon.
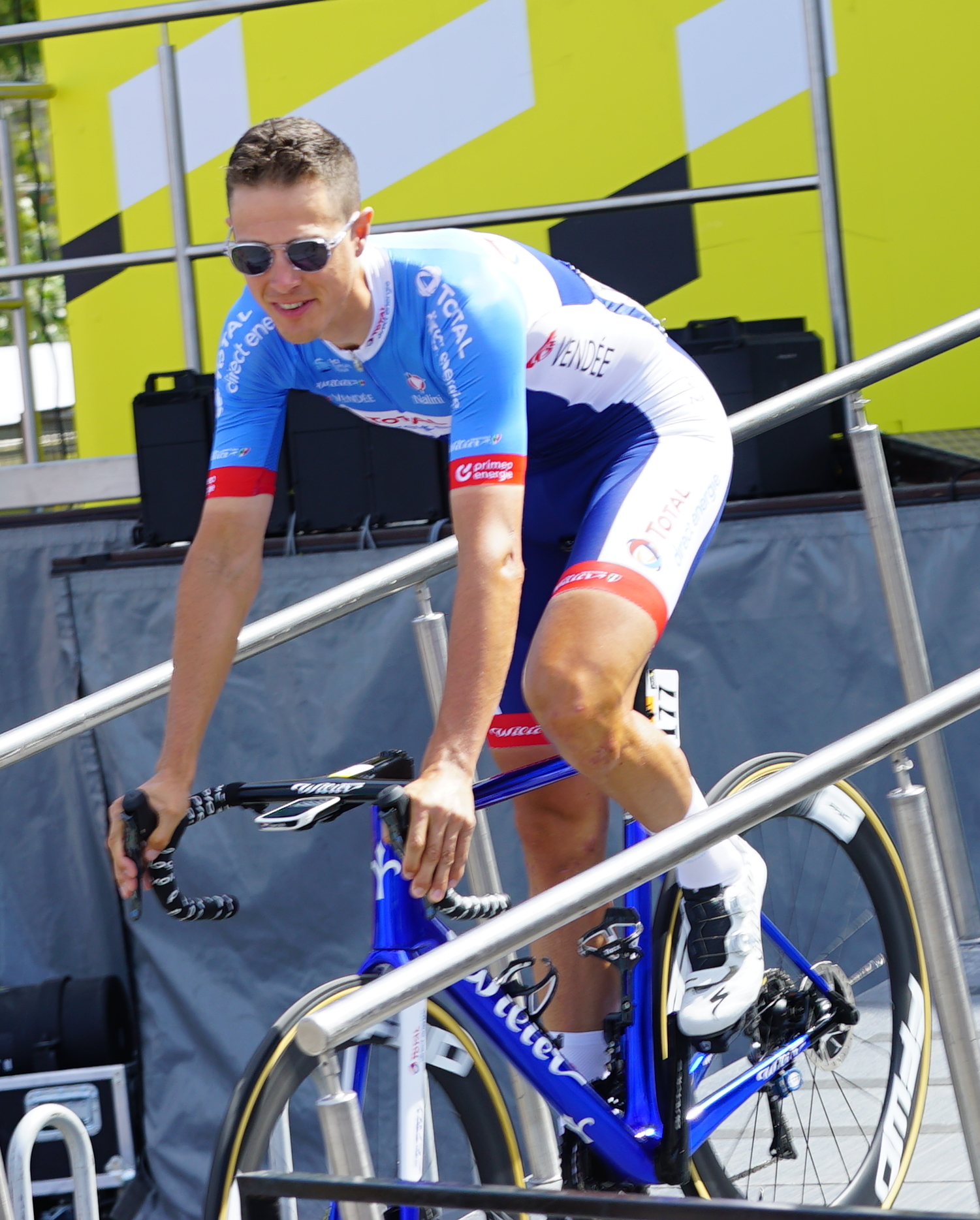
4. etapa: Niki Terpstra (TDE) po registraci do etapy. Remeš
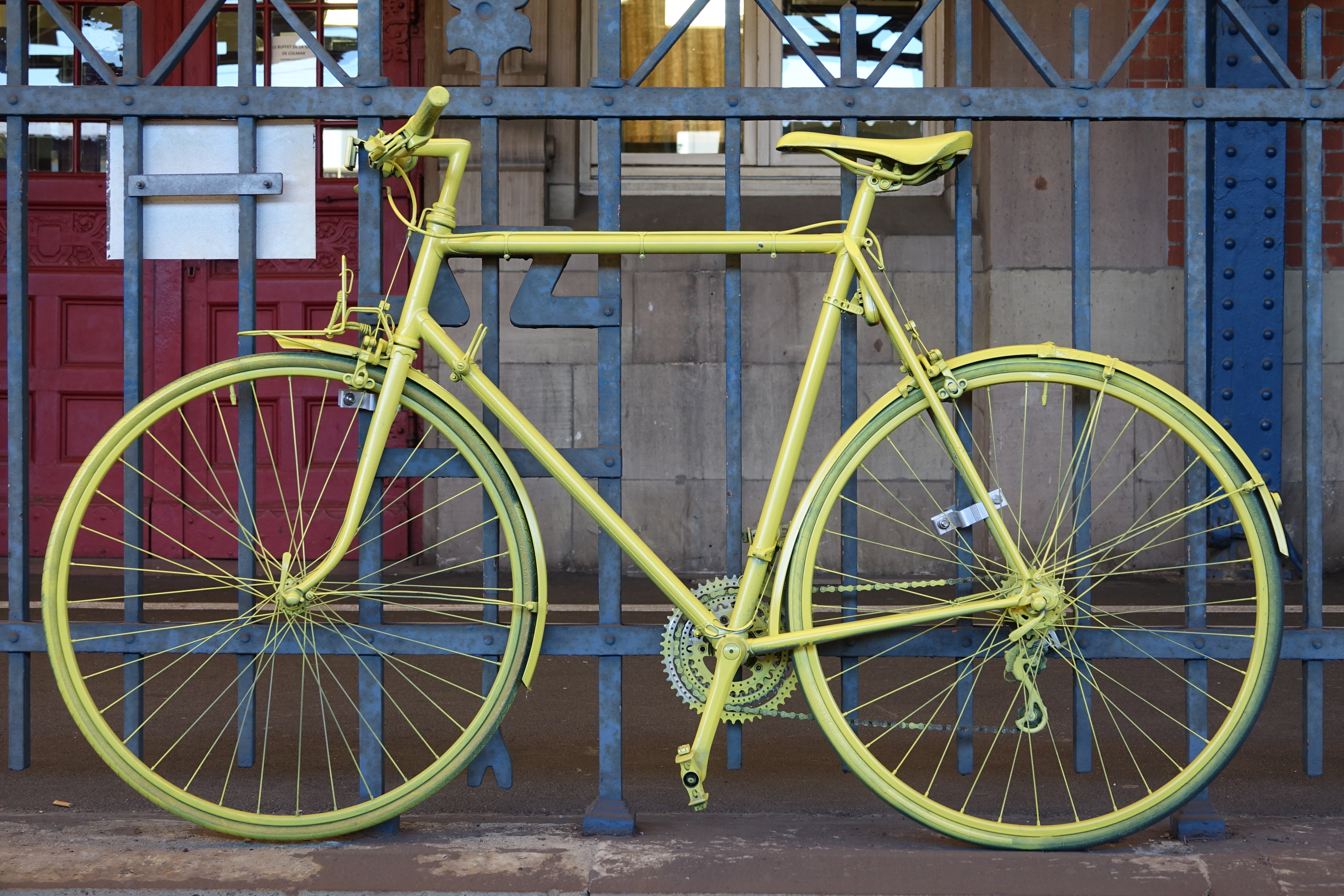
5. etapa: Žluté kolo na vlakové stanici v Colmar
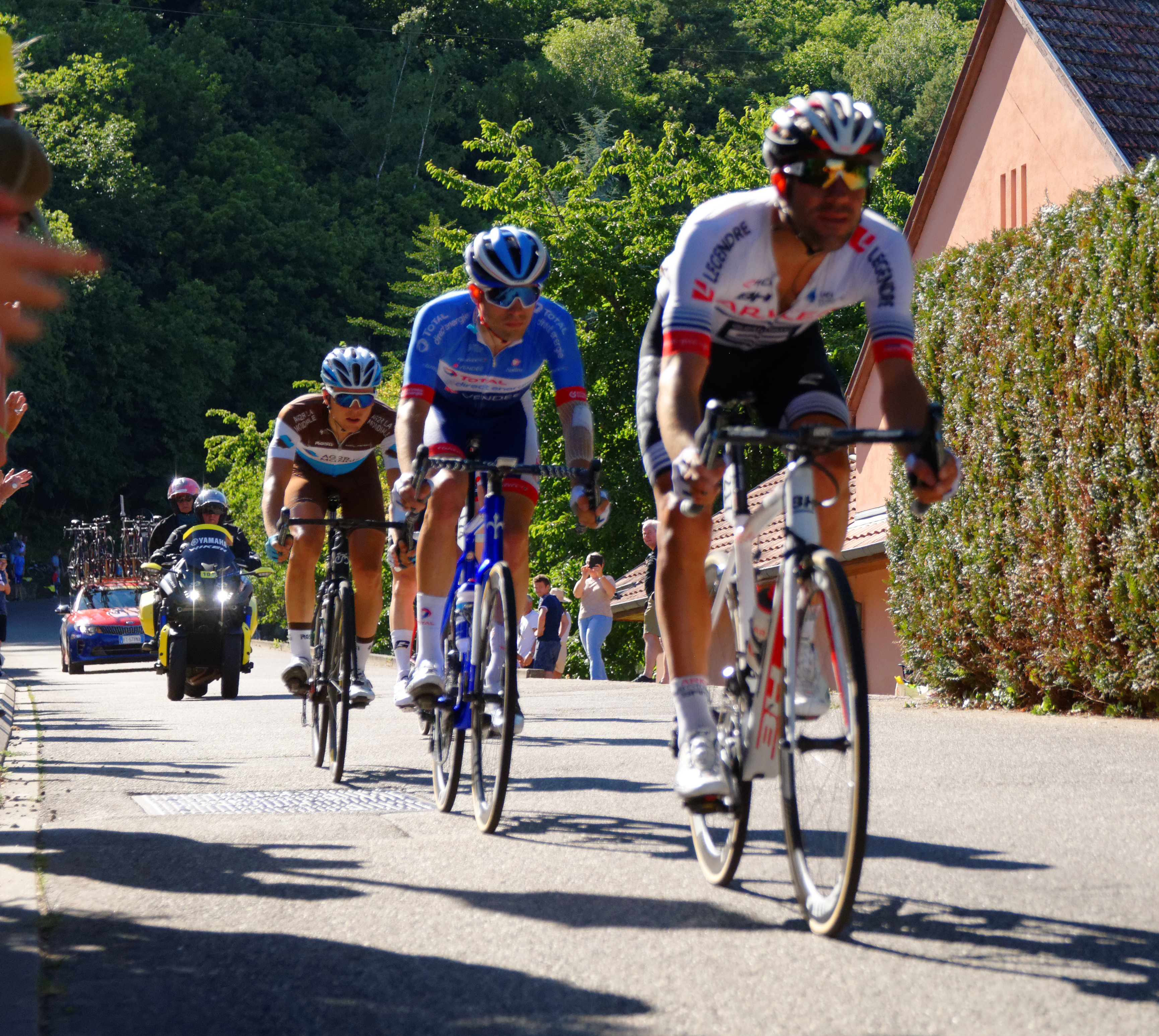
6. etapa: z Mylhúz na Planinu krásných dívek
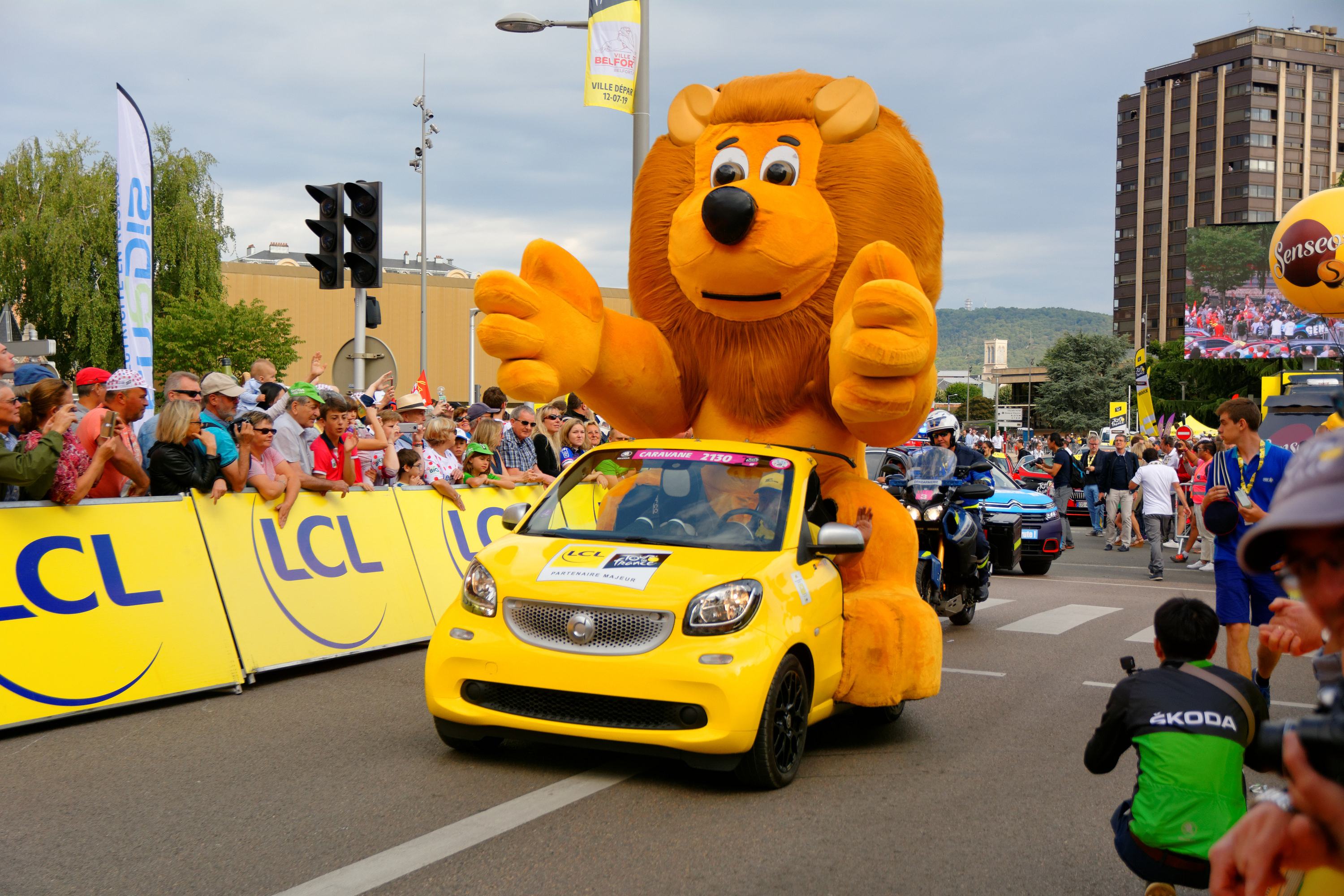
7. etapa: Slavnostní průvod v Belfort
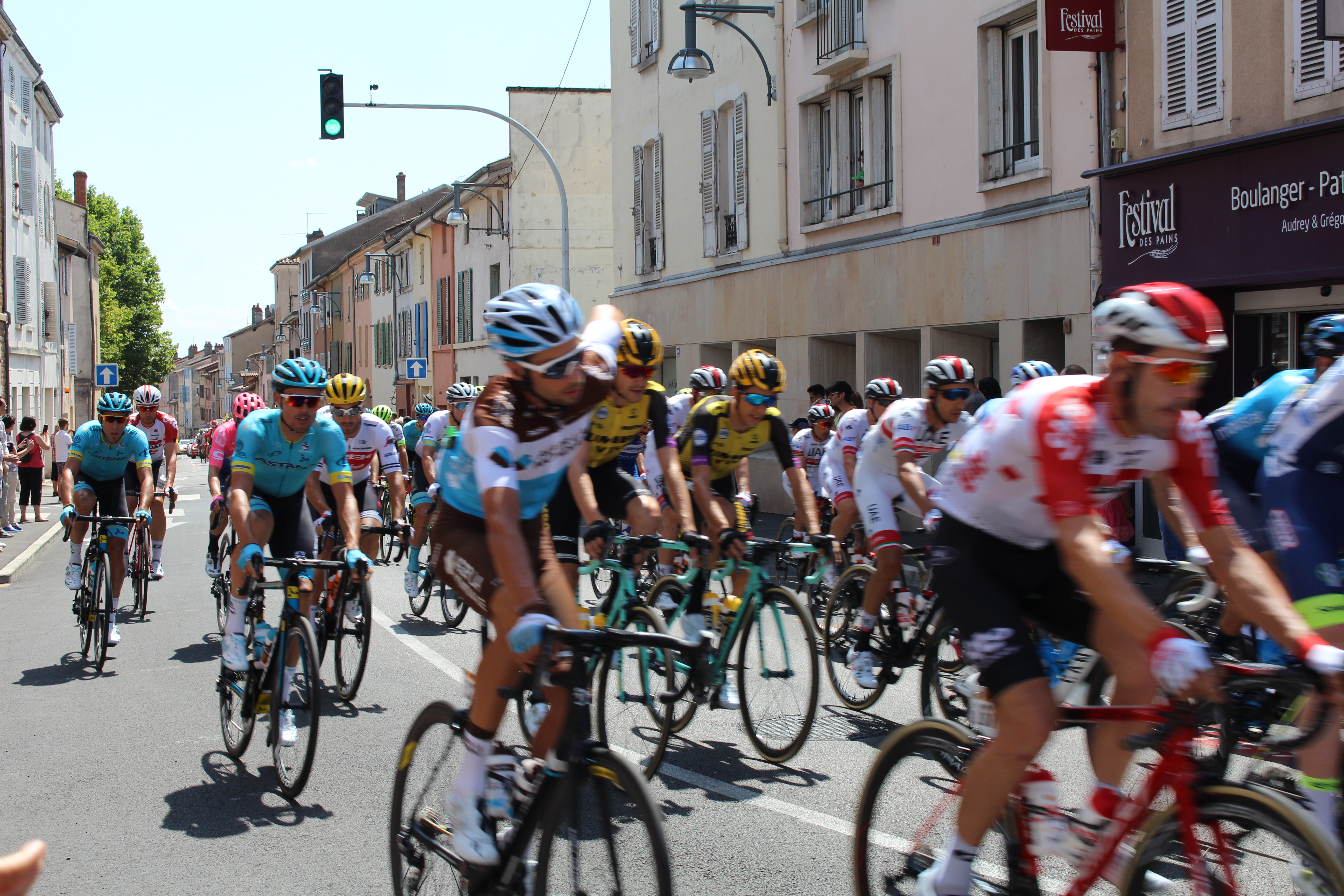
8. etapa: Z Mâcon  do Saint-Étienne.
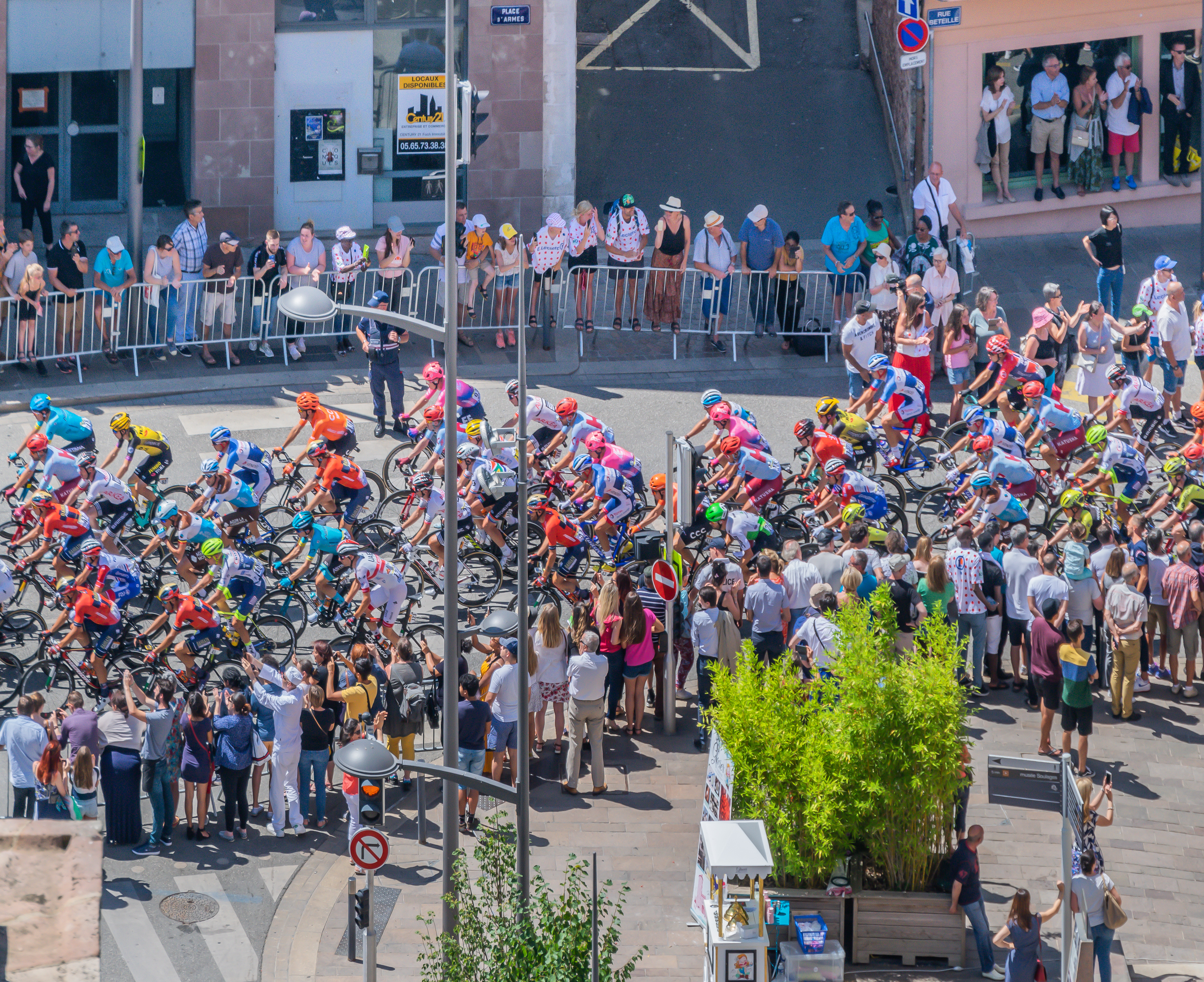
10. etapa: Peloton projíždí Place d'Armes, v Rodez, Aveyron.
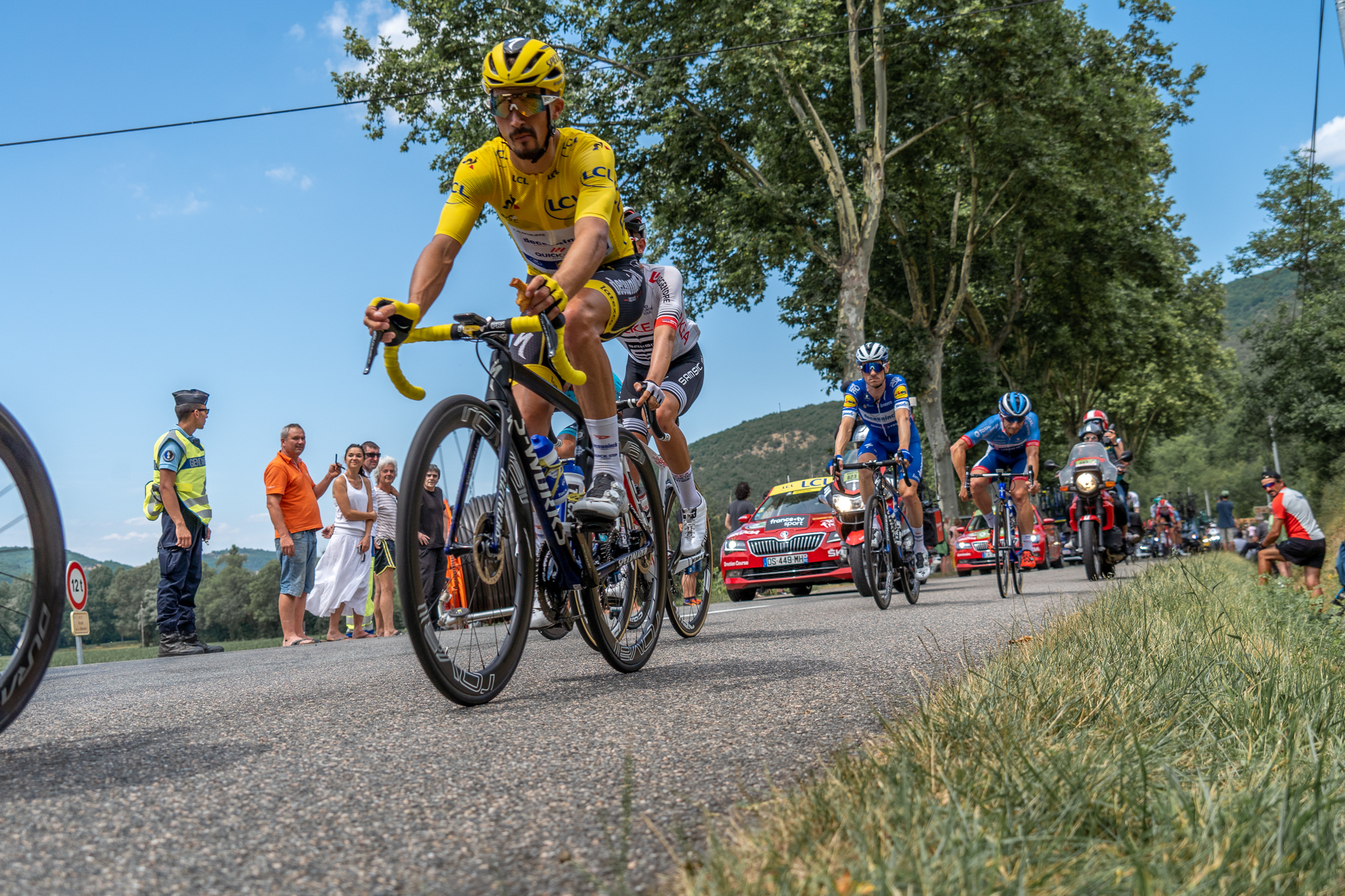
11. etapa: Julian Alaphilippe
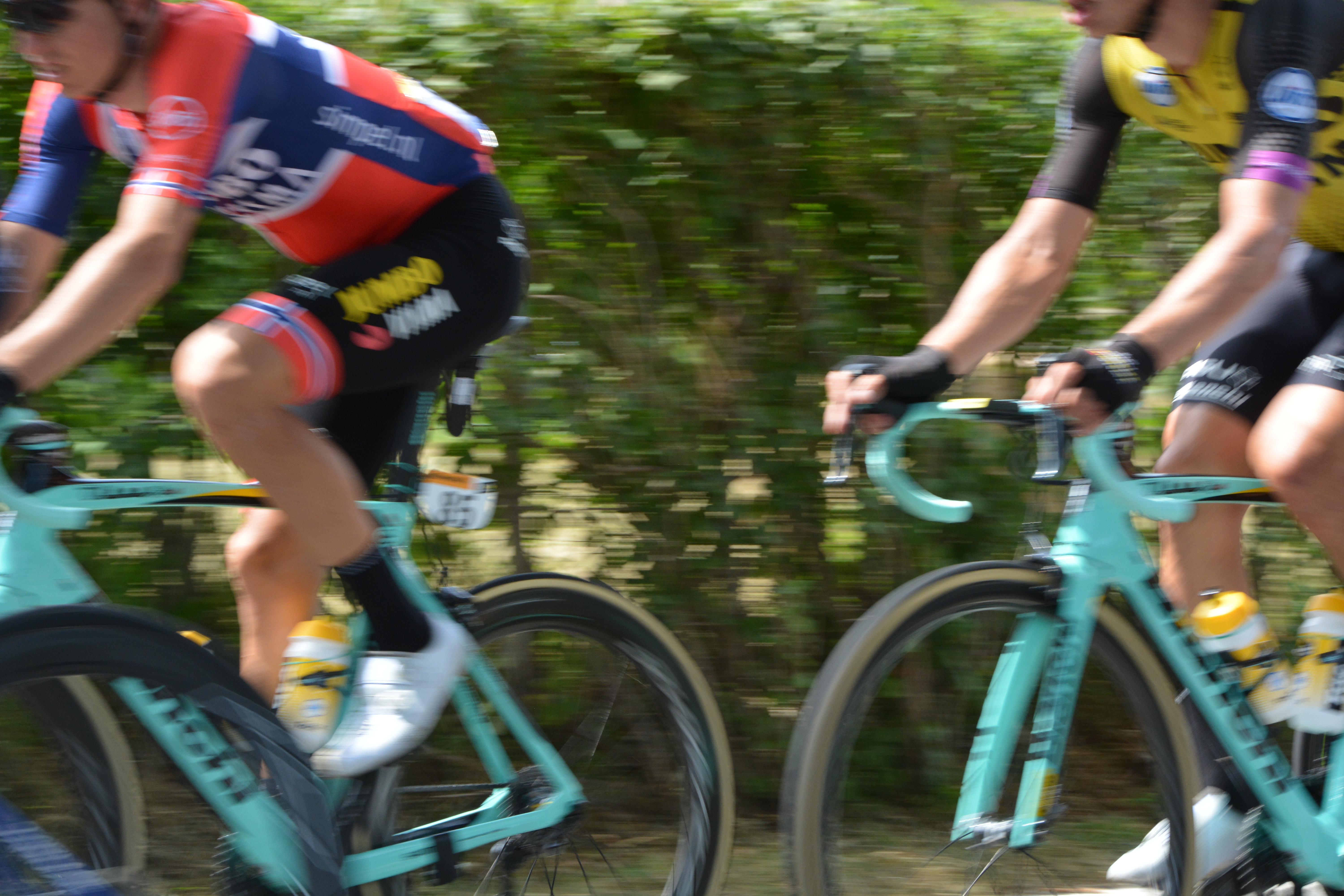
12. etapa: Team Jumbo-Visma na kolech Bianchi
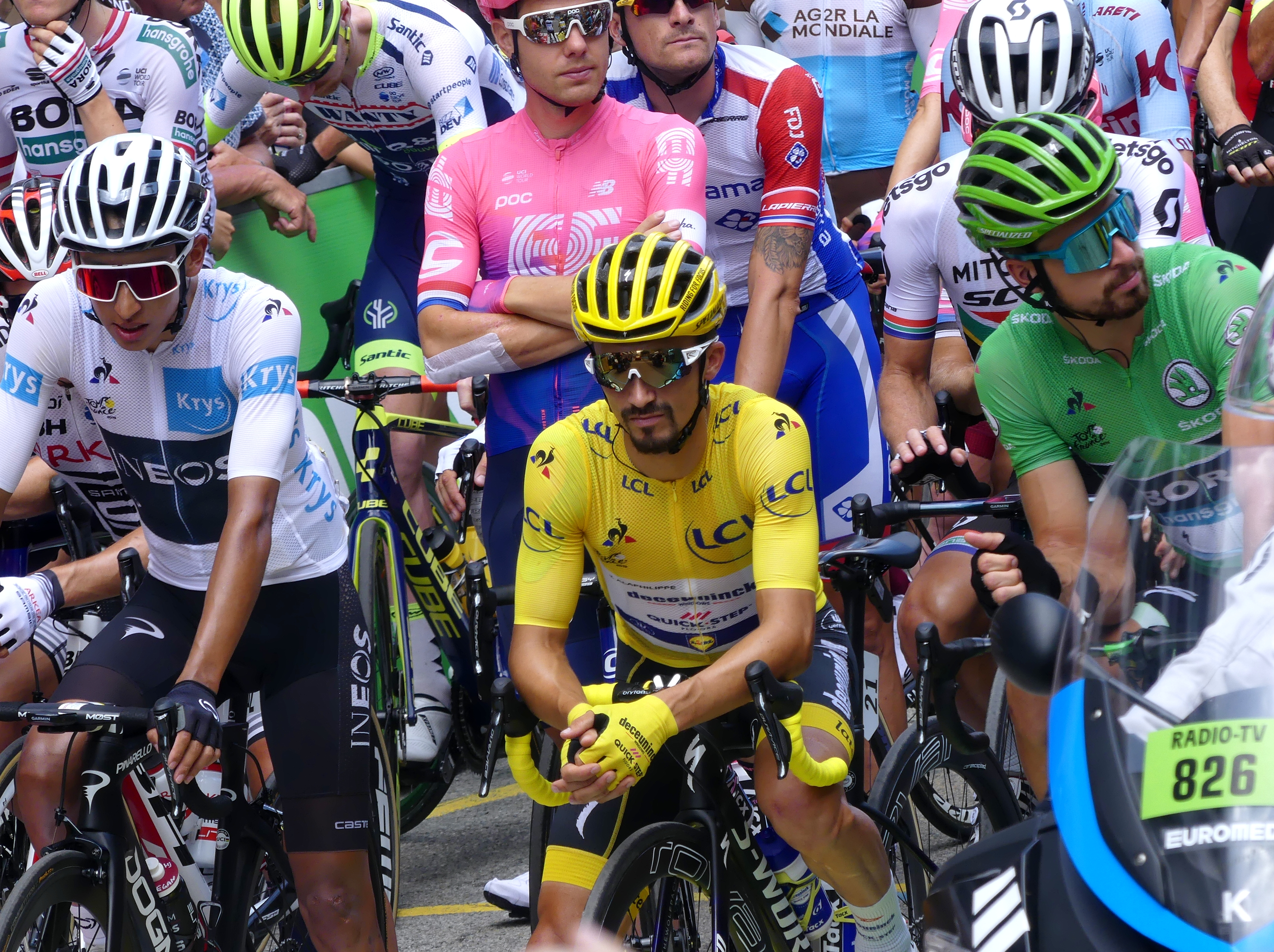
19. etapa: Egan Bernal, Julian Alaphilippe a Peter Sagan

## Zajímavosti
- 106. ročník byl 100. ročník, kdy byl vítězi předáván žlutý trikot, maillot jaune  [ma.joʒon].[64][65]
- Mimo dopingových kontrol byla kontrována také technika a oblečení jednotlivých závodníků. Např. ponožky, jejichž výška mohla ovlivnit výsledek u časovky.[66]
- Společnost Continental vyvinula pneumatiky ze speciálního druhu pampelišek, které se pěstují ve výzkumných laboratoří společnosti v Anklam, se získává kaučuk, který má být ekologicky šetrnější alternativu tropického kaučukovníku.[67][68][69] Pneumatika má název Urban Taraxagum, současně má integrovaný nárazník Vectran, jedná se o sportovní pneumatiku rozměru 35-622.[67][68][69]
- Nadšenec pro cyklistiku, pan Vladimír Vidim, absolvoval na replice historického kola Slavia[70] z roku 1896 jedinou etapu Tour de France, která byla otevřena veřejnosti.[71] Jednalo se o 20. etapu z Albertville do Val Thorens. Na kole bez brzd a převodu zvládl 135 kilometrů za 17 hodin a 17 minut.[72][73]
- Závodníkem s nejdelšími vlasy je Daniel Oss (Bora–Hansgrohe).[74]
- Největším showman byl Peter Sagan, kdy pobalil diváky během individuální časovky[75] a při stoupání na Col du Tourmalet,[76] kdy v obou případech do cíle dojel po zadním kole. Při stoupání na Col du Tourmalet se podepsal fanouškovi.[77]
- 21. etapa byla vedena přes známá místa Paříže: Champs-Élysées a Louvre.[78]